# Мавзолей Мелик-Аждара
Мавзолей Мелик-Аждара (азерб. Məlik Əjdər türbəsi), или мавзолей Джиджимли (Cicimli türbəsi), – мавзолей, расположенный в высокогорной местности села Джиджимли Лачынского района Азербайджана.

## План и архитектурные особенности мавзолея
Г. А. Ализаде датирует постройку мавзолея XIV веком. Ф. Г. Мамедов указывает на более раннюю дату — XI—XII века.
Мемориальные памятники, представляющие собой восьмигранные строения являются широко распространёнными в средневековом зодчестве на территории современного Азербайджана.
В восьмиугольных в плане мавзолеях Азербайджана корпус обычно решается в виде вертикального призматического объёма. В отличие от них восьмигранный корпус мавзолея Мелик-Аждара имеет форму выпуклой срезанной пирамиды. Стены строения исполнены не вертикальными линиями, силуэт обрамлён мягкими чертами. Общая форма мавзолея напоминает параболу.
Корпус усыпальницы стоит на невысоком, трёхступенчатом цоколе-постаменте. Площадь его основания значительно превышает площадь верхнего восьмигранника, являющуюся, в свою очередь, основанием для небольшого параболического купола, сложенного из грубо обработанных камней. Переход от основания мавзолея к основанию купола осуществлён наклоном по плавной кривой сужающихся кверху плоскостей, стыки которых подчеркнуты тоненькими, полукруглого сечения колонками-жгутами. Основание купола как на фасаде, так и в интерьере отбито небольшим карнизом. Л. Бретаницкий и Б. Веймарн отмечают сходство рисунка колонок-жгутов с архитектурными мотивами Армении и Грузии.
По наблюдениям различных исследователей, мавзолей со своим суживающимся к верху восьмигранным призматическим объёмом, параболической формой купола и изящными чубукообразными угловыми столбиками был создан в результате непосредственного подражания юртам, широко распространённым среди тюрков. Подобно внутреннему пространству, внешний объём мавзолея составляет одно целое, переходная полоса между корпусом и покрытием купола практически отсутствует. Все грани корпуса облицованы крупными, хорошо тесаными каменными плитами. Покрытые резными украшениями квадратные капители колонн упираются в карниз. Входная дверь находится на северной грани корпуса. Верх проёма двери перекрыт целостным архитрав ным камнем, которому придана форма стрельчатой арки. Внутри его бордюра отмечены следы тесаной фигуры всадника. Ряд деталей памятника аналогичен деталям гробниц в селе Демирчиляр Губадлинского района.
Углы восьмигранного корпуса мавзолея решены в виде тонких каменных колонн, напоминающих прутья, составляющие основу каркаса юрты. Согласно графическому описанию М. С. Булатова, «архитектор, построивший мавзолей, воспользовался эллипсом, чтобы нарисовать силуэт строения».
Внутренняя поверхность стены вертикально возвышается до высоты в 1,5 метра и затем переходит в изогнутую выпуклую поверхность. Покрытая серой штукатуркой внутренняя поверхность повторяет очертанием наружную часть стен. В южной части внутренней стены расположена небольшая неглубокая ниша михраба, обращённая к входной двери. Свет в мавзолей проникает через четыре небольших световых проёма у основания купола.
Ещё одно интересное свойство мавзолея заключается в том, что в тимпан его декоративной стрельчатой арки вписана вздыбленная фигура быка, выполненная с большой экспрессией. По бокам входа, с двух сторон украшенного ленточным орнаментом из розеток, также находятся изображения быков, сохранившиеся несколько хуже. Эти изображения ещё более обогащают художественные свойства памятника, а также указывают на то, что изображения животных в Азербайджане были распространены более широко, чем предполагалось.

## Фотогалерея

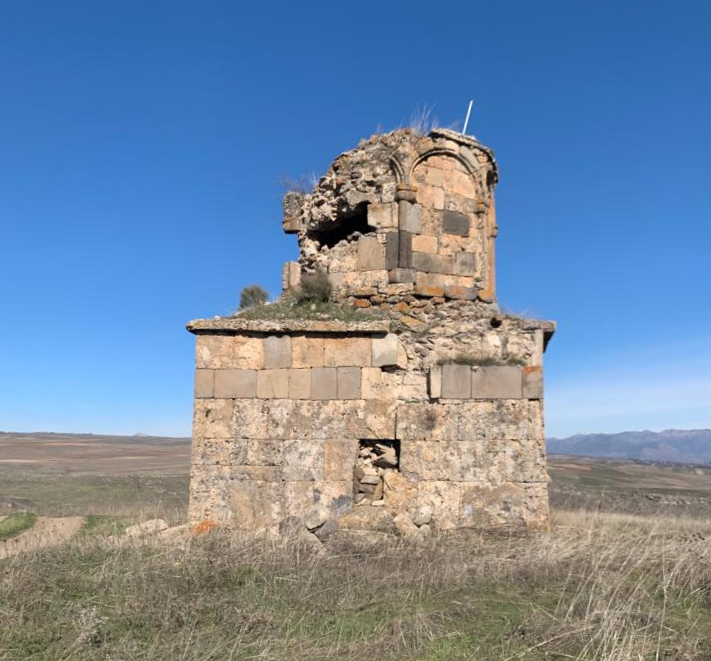
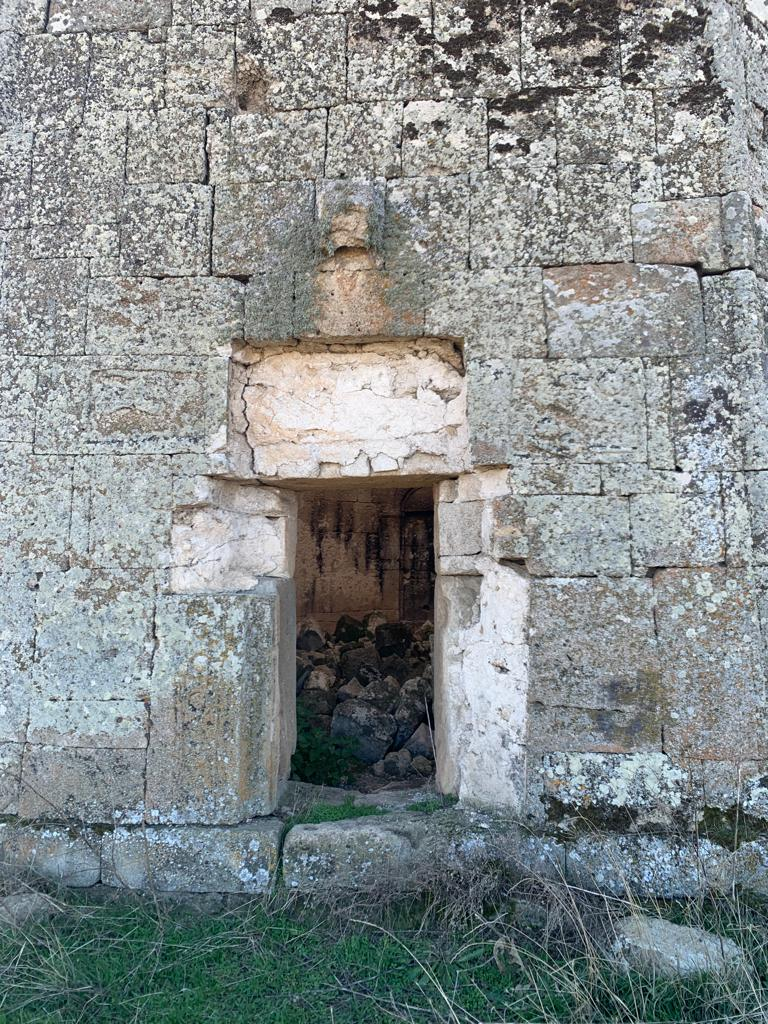
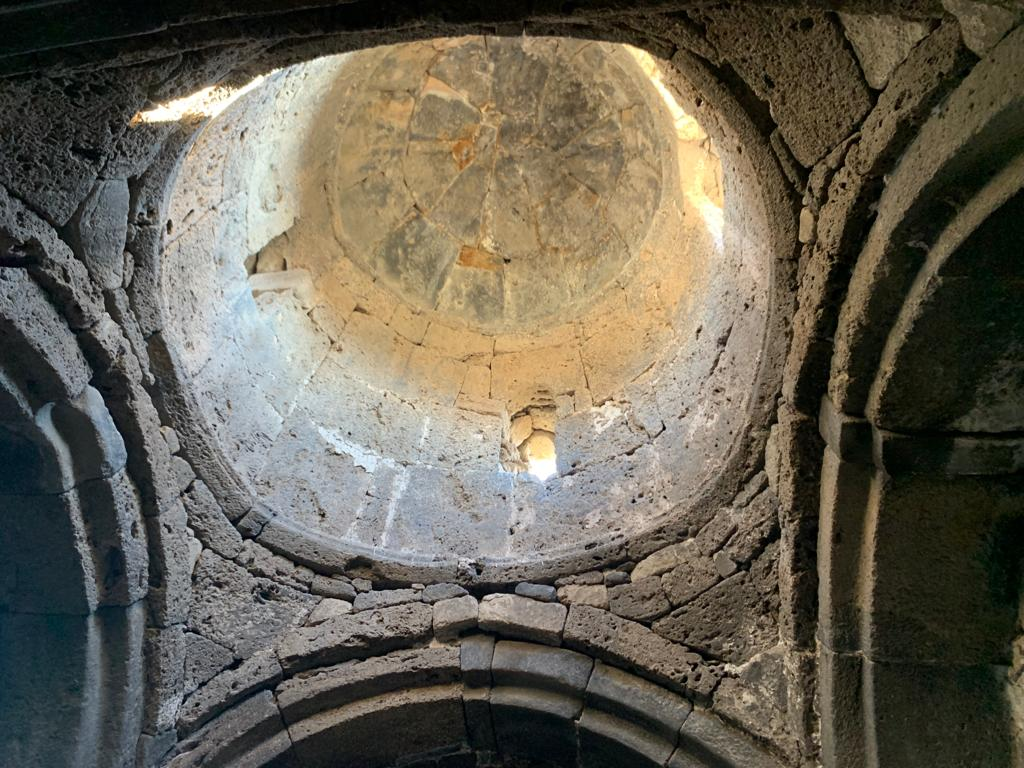
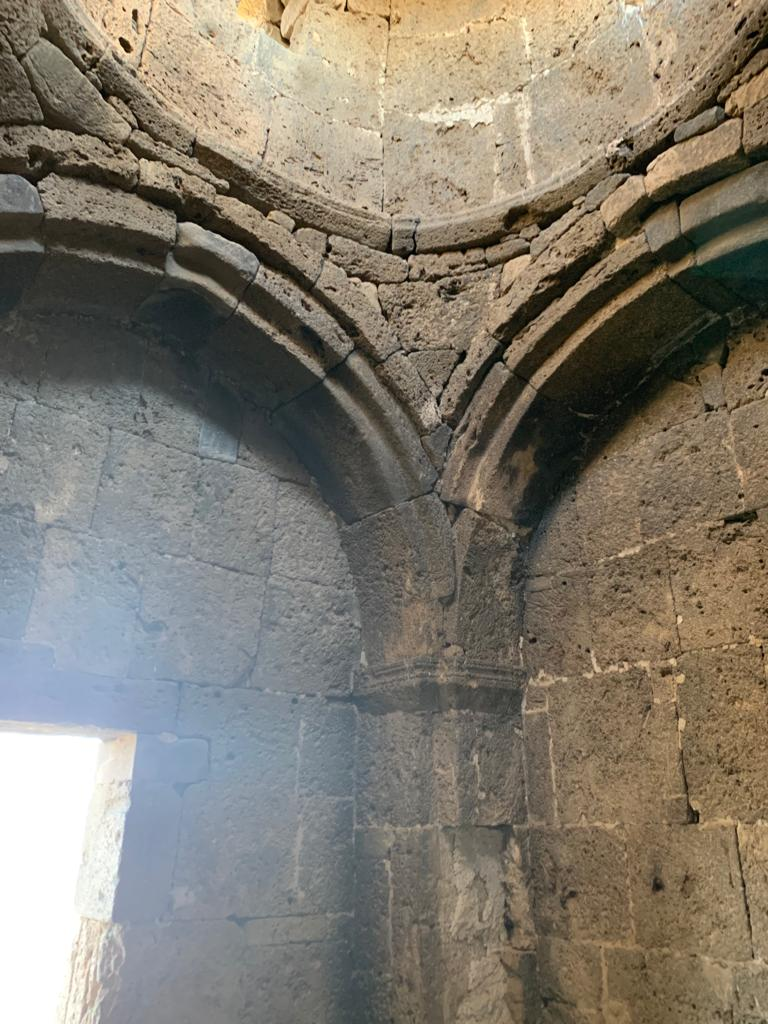
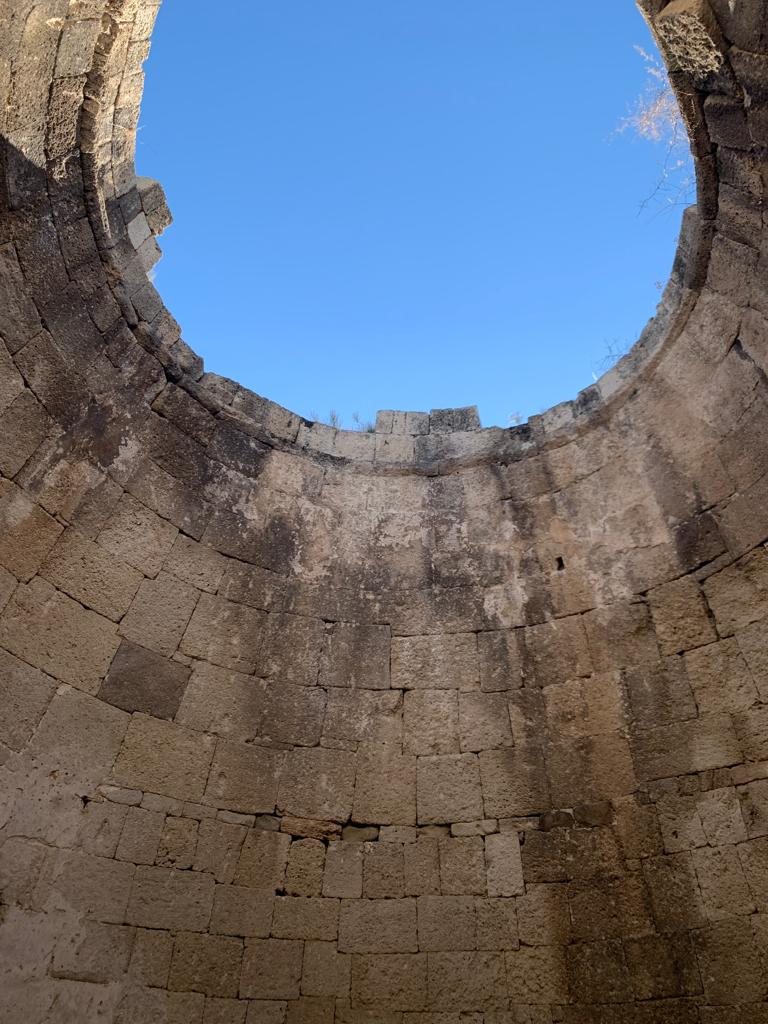
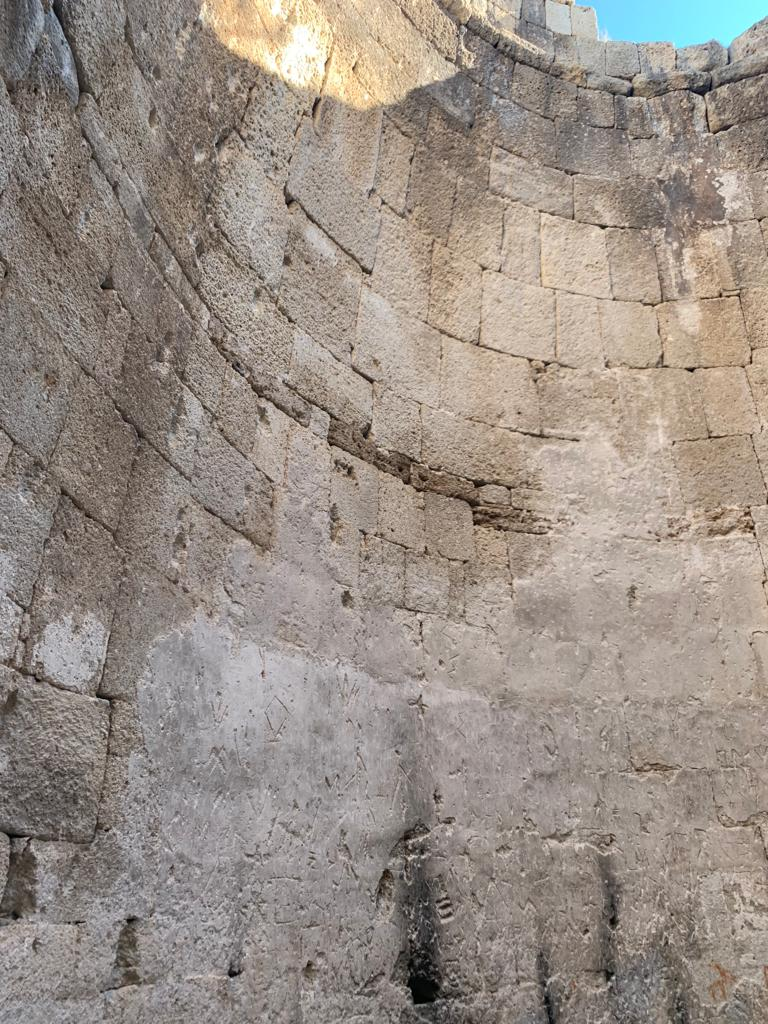